# Vivre en prison

Vivre en prison est un documentaire dramatique québécois en trois parties de 90 minutes (avec publicités) diffusé dans Les Beaux Dimanches les 2, 9 et 16 février 1975 à la Télévision de Radio-Canada.

## Synopsis
Documentaires dramatiques faits à partir d'interviews de prisonniers.

## Distribution
- Roger Blay
- Sophie Clément
- Denis Drouin
- Marc Legault
- Gilles Renaud
- Michelle Rossignol
- Marcel Sabourin
- Jacques Thisdale

## Fiche technique
- Réalisation : Jean-Paul Fugère